# مطار بيليغارد
مطار بيلغارد أو مطار ليموج بيلغارد الدولي (بالفرنسية: Aéroport de Limoges-Bellegarde) يقع في بيلغارد، ضمن بلدية ليموج في منطقة أقطانية الجديدة. يخدم المدينة، كما يشكل بوابة إلى إقليم ليموزان. يبعد عن وسط ليموج 8 كيلومترات، وعن سان جونيان، ثاني أكبر مدن إقليم فيين العليا، بـ 20 كيلومترًا. تضم المنطقة المحيطة به مدن بواتييه، بيريغو، أنغوليم، شاتورو، غيريه، تول، وبريف، والتي يمكن الوصول إليها خلال ساعة ونصف بالسيارة.
يصنف ضمن أعلى المطارات التي تمتلك مدرجًا يتجاوز طوله 2000 متر، إذ يمتد مدرجه إلى 2440 مترًا. يضم الموقع محطة أرصاد جوية توفر توقعات الطقس لمدينة ليموج. نظرًا لوقوعه على ارتفاع 150 مترًا فوق المدينة، تسجل درجات الحرارة فيه بمعدل أقل بدرجتين مئويتين، ويستخدم مستشعر في وسط المدينة لقياس الحرارة لأغراض غير متعلقة بالملاحة الجوية.
يسجل المطار أعلى نسبة لرحلات شركات الطيران منخفضة التكلفة، حيث تشكل 89% من إجمالي حركة النقل. يجذب موقعه في وسط البلاد، إضافة إلى طول مدرجه وتجهيزاته مثل نظام الهبوط الآلي ILS من الفئة الثالثة، العديد من الطائرات غير الاعتيادية، بما في ذلك الطائرات العسكرية مثل AWACS وإيرباص إيه 400إم، وكذلك طائرات الاختبار مثل A321neo وA350 وA380.